# Пинца (блюдо)
Пинца (итал. Pinza, вен. pinsa) — традиционный десерт в итальянских провинциях Венето, Фриули и некоторых областях Трентино. Однако это название также указывает на совершенно разные десерты, такие как болонская пинца (итал. Pinza bolognese) и триестская.
Рецепт варьируется в зависимости от местности, но существуют и общие характеристики. Ингредиенты простые, типичные для деревенской кухни, но сегодня они намного разнообразнее и богаче, чем в прошлом: смесь пшеничной муки и кукурузной, дрожжи, сахар и яйца, с добавлением цукатов, сушеного инжира, изюма и семян фенхеля. Пирог запивают красным вином, особенно фраголино или глинтвейном.
Десерт (который может достигать одного метра в диаметре) обычно употребляется во время рождественских праздников, и особенно во время популярного праздника Falò di inizio anno (итал. «Костёр начала года»), представляющий собой разжигание огромных костров, сжигание чучела, в первые дни января.
В некоторых итальянских провинциях данная традиция также называется Panevìn (букв. «Хлеб и вино»), а также pìroe-paroe, panaìni, panevìni, pignarûl, vècie, casere. В праздничную ночь пьют горячий грог «вин-брюле» (vin brulè) и закусывают его пирогом пинца. Считается, что в Крещенскую ночь к детям наведывается волшебница Бефана, которую можно задобрить угощением, например, пирогом пинца. Поэтому другое название этого десерта — «пирог Бефаны», «торт Бефаны» или «торт Марантега» (другое прозвище Бефаны).
Этимология этого слова, вероятно, такая же, как «пицца».
Пирог включён в список Традиционных итальянских продуктов питания (итал. Prodotti agroalimentari tradizionali italiani, PAT).